# Ontario County
Ontario County ist ein County im Bundesstaat New York der Vereinigten Staaten. Bei der Volkszählung im Jahr 2020 hatte das County 112.458 Einwohner und eine Bevölkerungsdichte von 67,4 Einwohner pro Quadratkilometer. Der Verwaltungssitz (County Seat) ist Canandaigua.

## Geographie
Das County hat eine Fläche von 1.715,9 Quadratkilometern, wovon 47,8 Quadratkilometer Wasserfläche sind.

### Umliegende Gebiete
| Monroe County     | Monroe County Wayne County | Wayne County  |
| Livingston County |                            | Seneca County |
| Steuben County    | Yates County               | Seneca County |

## Geschichte

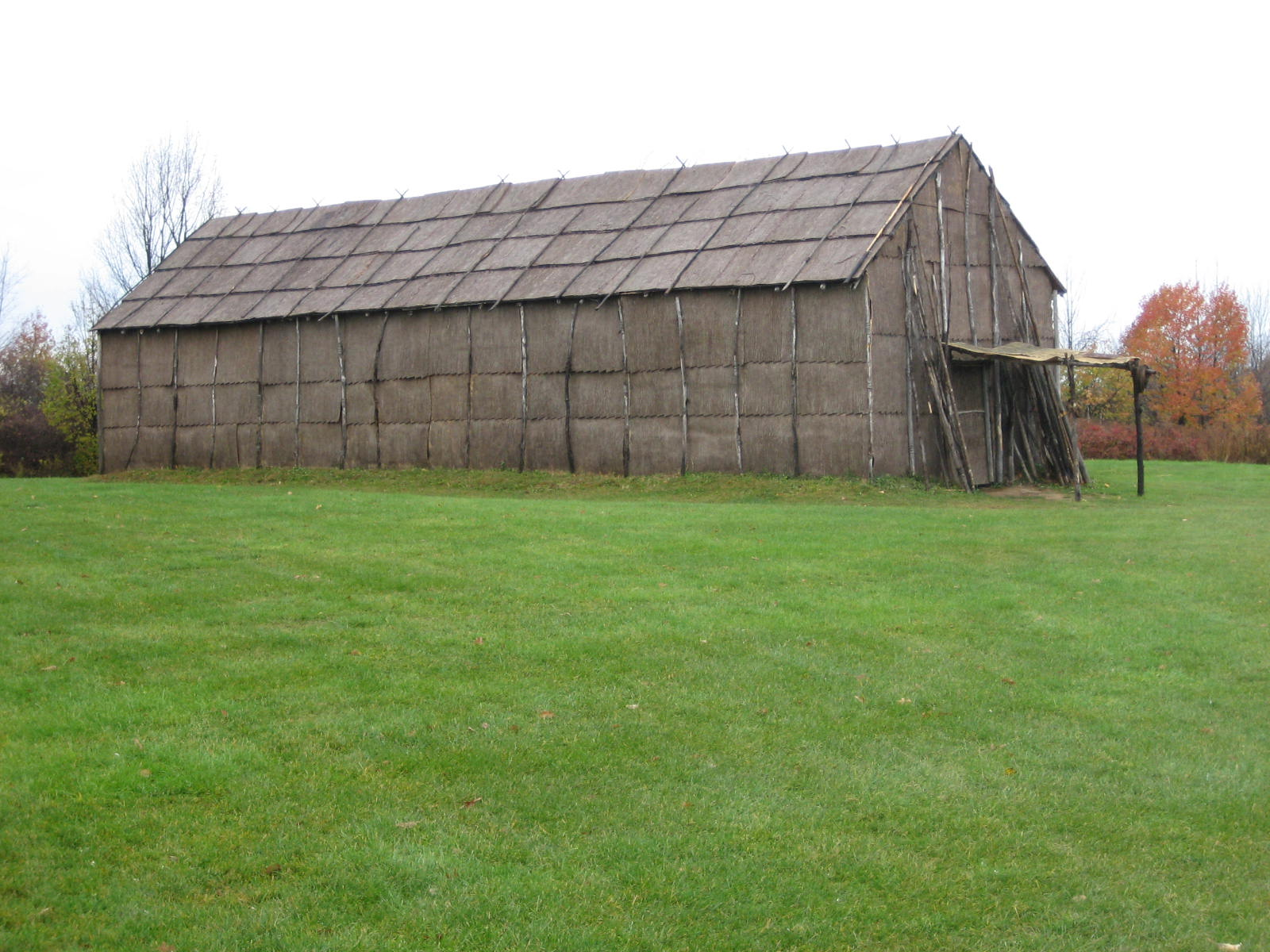
Langhaus in Boughton Hill (Gannagaro) (2007)

Ein Ort hat den Status einer National Historic Landmark, die frühere Siedlung der Seneca, Boughton Hill (Gannagaro). 64 Bauwerke und Stätten des Countys sind insgesamt im National Register of Historic Places eingetragen (Stand 19. Februar 2018).

### Einwohnerentwicklung
| Jahr      | 1700    | 1710    | 1720    | 1730   | 1740   | 1750   | 1760   | 1770   | 1780   | 1790   |
| --------- | ------- | ------- | ------- | ------ | ------ | ------ | ------ | ------ | ------ | ------ |
| Einwohner |         |         |         |        |        |        |        |        |        | 1075   |
| Jahr      | 1800    | 1810    | 1820    | 1830   | 1840   | 1850   | 1860   | 1870   | 1880   | 1890   |
| Einwohner | 15.218  | 42.032  | 88.267  | 40.288 | 43.501 | 43.929 | 44.563 | 45.108 | 49.541 | 48.453 |
| Jahr      | 1900    | 1910    | 1920    | 1930   | 1940   | 1950   | 1960   | 1970   | 1980   | 1990   |
| Einwohner | 59.605  | 52.286  | 52.652  | 54.276 | 55.307 | 60.172 | 68.070 | 78.849 | 88.909 | 95.101 |
| Jahr      | 2000    | 2010    | 2020    | 2030   | 2040   | 2050   | 2060   | 2070   | 2080   | 2090   |
| Einwohner | 100.224 | 108.085 | 112.458 |        |        |        |        |        |        |        |

Hinweis: Der Wert von 1810 ist lediglich aus der englischsprachigen Wikipedia ungeprüft übernommen worden, weil die Einwohnerzahlen für 1810 derzeit auf dem Server der Census-Behörde nicht verfügbar sind. (Stand: 11. November 2020)

## Städte und Ortschaften
Zusätzlich zu den unten angeführten selbständigen Gemeinden gibt es im Ontario County mehrere villages.
| Ortschaft        | Status | Einwohner (2010) | Gesamte Fläche [km²] | Landfläche [km²] | Bevölkerungsdichte [Einwohner / km²] | Gründung      | Besonderheit                                                                                   |
| ---------------- | ------ | ---------------- | -------------------- | ---------------- | ------------------------------------ | ------------- | ---------------------------------------------------------------------------------------------- |
| Bristol          | town   | 2.315            | 95,1                 | 95,0             | 24,4                                 | Jan. 1789     |                                                                                                |
| Canadice         | town   | 1.664            | 84,0                 | 77,3             | 21,5                                 | 15. Apr. 1829 |                                                                                                |
| Canandaigua City | city   | 10.545           | 12,6                 | 11,9             | 886,1                                | 18. Apr. 1815 | County Seat; Gründung als village; 1913 zur city ernannt                                       |
| Canandaigua Town | town   | 10.020           | 162,0                | 147,1            | 68,1                                 | 27. Jan. 1782 |                                                                                                |
| East Bloomfield  | town   | 3.634            | 86,3                 | 86,0             | 42,3                                 | 27. Jan. 1789 | Gründungsname: Bloomfield; umbenannt 1833 nach der Abtrennung von West Bloomfield              |
| Farmington       | town   | 11.825           | 102,1                | 102,1            | 115,8                                | 27. Jan. 1789 |                                                                                                |
| Geneva City      | city   | 13.261           | 10,9                 | 10,9             | 1.216,6                              | 3. März 1871  | Zur City ernannt: 1897                                                                         |
| Geneva Town      | town   | 3.291            | 49,5                 | 49,4             | 66,6                                 | 4. Apr. 1806  |                                                                                                |
| Gorham           | town   | 4.247            | 137,7                | 126,5            | 33,6                                 | 27. Jan. 1789 | Gründungsname: Gaston; umbenannt in Lincoln 1806, in Gorham am 6. April 1807                   |
| Hopewell         | town   | 3.747            | 92,5                 | 92,4             | 40,6                                 | 29. März 1822 |                                                                                                |
| Manchester       | town   | 9.395            | 98,0                 | 97,9             | 94,9                                 | 31. März 1821 | Gründungsname: Burt; umbenannt am 16. April 1822                                               |
| Naples           | town   | 2.502            | 102,8                | 102,8            | 24,3                                 | 27. Jan. 1789 | Gründungsname: Middletown; umbenannt am 6. April 1808                                          |
| Phelps           | town   | 7.072            | 169,0                | 168,2            | 42,0                                 | 1796          |                                                                                                |
| Richmond         | town   | 3.361            | 115,0                | 109,9            |                                      | 1796          | Gründungsname: Pittstown; umbenannt in Honcoye am 6. April 1808, in Richmond am 11. April 1815 |
| Seneca           | town   | 2.721            | 130,7                | 130,7            | 20,8                                 | 1793          |                                                                                                |
| South Bristol    | town   | 1.590            | 108,8                | 100,9            | 15,8                                 | 8. März 1838  |                                                                                                |
| Victor           | town   | 5.822            | 93,0                 | 93,0             | 62,6                                 | 26. Mai 1812  |                                                                                                |
| West Bloomfield  | town   | 2.466            | 66,0                 | 65,9             | 37,4                                 | 11. Feb. 1833 |                                                                                                |